# Lwy ognia
Lwy ognia – jedyny album polskiego zespołu reggae, Basstion. 
Krążek ukazał się 28 listopada 2003 roku nakładem gliwickiego wydawnictwa Zima Records. Znalazły się na nim przede wszystkim piosenki z wydanej w latach 90. kasety demo w nieco odświeżonej aranżacji. Największa różnica w porównaniu do starych nagrań to brak harmonijki ustnej, za to dużo więcej solowych partii trąbki w wykonaniu Ryszarda Sarbaka, nieżyjącego już współzałożyciela i lidera grupy. Na płycie znalazło się również kilka premierowych, niepublikowanych wcześniej utworów.

## Lista utworów
1. "Armie potrzebują siły"
2. "Lwy ognia"
3. "Jak mam Jah Jah podziękować"
4. "Jeśli znasz historię"
5. "Pierwsza linia (ganja)"
6. "Zatrzymajcie ten pociąg"
7. "Ulice jak"
8. "Dzielnice wolności"
9. "Na każdym rogu stoi policjant"
10. "Ponad treścią słów"

## Muzycy
- Przemysław „JahJah” Frankowski – wokal
- Tomasz „Steve” Wójtowicz – gitara
- Zbigniew „KenJah” Kendzia – gitara basowa
- Andrzej Strzeszek – instrumenty klawiszowe
- Tomasz Senger – perkusja
- Ryszard Sarbak – trąbka
- Remigiusz „Ersky” Sarbak – elektronika